# Glauconycteris argentata
Glauconycteris argentata — вид ссавців родини лиликових. 

## Проживання, поведінка
Країна поширення: Ангола, Бурунді, Камерун, Республіка Конго, Демократична Республіка Конго, Екваторіальна Гвінея, Габон, Кенія, Руанда, Танзанія, Уганда, Замбія. Проживає в низинних вологих тропічних лісах і вологих саванах.

## Загрози та охорона
Цей вид знаходиться під загрозою в західній і східній частинах ареалу через лісозаготівлю та взяття земель в сільськогосподарський оборот. Поки не відомо, чи вид присутній на котрійсь з охоронних територій.